# برادران (فیلم ۲۰۱۷)
برادران (انگلیسی: The Bros; کره‌ای: 부라더) یک فیلم کمدی-درام سال ۲۰۱۷ کره جنوبی به کارگردانی چانگ یو جونگ است. در این فیلم ما دونگ-سوک، لی دونگ-هوی و لی هانی ایفای نقش کردند.

## بازیگران

### اصلی
- ما دونگ-سوک در نقش لی سوک بونگ
- کوان مین جون در نقش جوانی سوک بونگ
- لی دونگ-هوی در نقش لی جو بونگ
- کوان مین جه در نقش جوانی جو بونگ
- لی هانی در نقش اوه رو را

## تولید
تصویربرداری اصلی در ۶ ژانویه ۲۰۱۷ آغاز شد و در ۵ مارس ۲۰۱۷ به پایان رسید.